# Língua dida
Dida é um grupo de dialetos Kru faladas na Costa do Marfim.
A ISO divide Dida em três grupos, Yocoboué (Yokubwe) Dida (101.600 falantes em 1993), Lakota Dida (93.800 falantes em 1993) e Gaɓogbo (Guébié / Gebye) que são apenas marginalmente mutuamente inteligíveis e são considerados como línguas separadas. Yocoboué consiste nos dialetos Lozoua (Lozwa) e Divo (7.100 e 94.500 falantes), e Lakota, o Lakota (Lákota), Abou (Abu) e dialetos Vata. O dialeto de prestígio é a língua lozoua da cidade de Guitri, Costa do Marfim.

## Fonologia
A língua Dida têm inventários de consoantes e vogais típicos das línguas Kru Orientais. No entanto, o tom varia significativamente entre os dialetos, ou pelo menos entre suas descrições. A seguinte fonologia é a de Abu Dida, de Miller (2005).

### Vogais
Dida tem um sistema de dez vogais: nove vogais distinguidas por "força", provavelmente faringealização ou fonação  supra-glótica (contração da laringe) do tipo descrito como raiz da língua retraída , além de uma vogal médio-central incomum  / ə /.
As vogais não contraídas são  / i e a o u /, e as contraídas  / eˤ ɛˤ ɔˤ oˤ /. (Eles podem ser analisados como  / iˤ eˤ oˤ uˤ /, mas aqui são transcritos com vogais inferiores para refletir sua realização fonética. Não há contraste forte com a vogal aberta. A formação das vogais tensas mostram que são mais abertas do que suas contrapartes não fortes: os formantes das vogais mais altas se sobrepõem aos formantes das vogais médias não tensas, mas há tensão visível nos lábios e garganta quando estes são enunciados com cuidado.
Dida tem vários ditongos, que têm o mesmo número de distinções tonais que as vogais simples. Todos começam com as vogais mais altas,  / i eˤ u oˤ /, e exceto para  / a /, ambos os elementos são contraídos ou não, então a faringealização é aqui transcrita após o segundo elemento da vogal. Os exemplos são  / ɓue˨teoˤ˥˩ / "garrafa" (do inglês),  / pa˨ɺeaˤ˨˩ / "travar" e  / feɔˤ˥˩ / "ossinho".
Dida também tem vogais nasais, mas não são comuns e não está claro quantas são. Os exemplos são  / fẽˤː˥ / "nada",  / ɡ͡boũ˧ / "queixo",  / pɔõˤ˥˧ / "25 centavos" (do inglês "libra "). Nos ditongos, a nasalização aparece principalmente no segundo elemento da vogal.
A extensão da vogal não é distintiva,além de fonestesia (como em  / fẽˤː˥ / "nada"), contrações morfêmicas e palavras gramaticais s reduzidas, como o modal  / kă˥ / "irá" (compare sua provável fonte lexical  / ka˧ / "get").

### Consoantes
Essas consoantes são do Kru Oriental:
|                  | Labial | Alveolar | Pós- alveolar | Velar | Velar labializada | Labiovelar |
| ---------------- | ------ | -------- | ------------- | ----- | ----------------- | ---------- |
| Nasal            | m      | n        | ɲ             | ŋ     |                   |            |
| Implosiva        | ɓ      |          |               |       |                   |            |
| Plosiva/africada | p b    | t d      | t͡ʃ d͡ʒ         | k ɡ   | kʷ ɡʷ             | k͡p ɡ͡b      |
| Fricativa        | f v    | s z      |               | ɣ     |                   |            |
| Aproximante      |        | ɺ        | j             |       | w                 | w          |

As sílabas podem ser apenas vogais, consoante-vogal ou consoante -  / ɺ / - vogal.  / ɺ / é uma aproximante lateral  [l] inicialmente, uma lateral  [ɺ] (“rl”) entre as vogais e depois da maioria das consoantes ( [ɓɺeˤ˥ ] "país"), mas uma vibrante central após as alveolares ( [dɾu˧] "sangue"). Depois de uma nasal ( / m /, / ɲ /, / ŋ /), é nasalizada e soa como um n curto. Há uma vogal epentética curta entre a consoante inicial e a vibrante, que assume a qualidade da vogal silábica que segue ( [ɓᵉɺeˤ˥] "país"). Os agrupamentos de vibrabtes ocorrem com todas as consoantes, mesmo as aproximantes ( / wɺi˥ / "topo"), além das sonorantes alveolares  / n /, / ɺ / e a consoante marginal  / ɣ /, que só é atestado na sílaba  / ɣa /.
 / ɓ / é implosiva no sentido de que a corrente de ar é alimentada pela glote se movendo para baixo, mas não há fluxo de ar para a boca.  / ɣ / ocorre em poucas palavras, mas uma delas,  / ɣa˧ / "aparece", ocorre em vários idiomas comuns, portanto, no geral, não é um som incomum. É uma fricativa verdadeira e pode se reduzir a palavra com  [x] inicial.  / kʷ / e  / ɡʷ / mais uma vogal são diferentes de  / k / ou  / ɡ / mais  / u / e outra vogal. Eles também podem ser seguidos por uma vibranteba, como em  / kʷɺeˤ˥ / "face".
Quando enfatizadas, as palavras de inviadas por vogais podem assumir um  [ɦ] inicial, e as aproximantes iniciais  / j /, / w / podem se tornar fricativas  [ʝ], [ɣʷ ].  / w / torna-se palatalizado  [ɥ] antes das vogais frontais fechadas, ou  [ʝʷ] quando enfatizado.

### Tones
Dida usa os tons como recursos gramaticais. A morfotonologia desempenha um papel maior nos paradigmas verbais e pronominais do que nos substantivos e, talvez por causa disso, os verbos Dida utilizam um sistema de tons mais simples do que os substantivos: as raízes nominais têm quatro tons lexicamente contrastantes, os pronomes sujeitos têm três e o verbo raízes têm apenas dois tons de palavras.
Existem três tons de nível no Abou Dida: Alto  / ˥ /, Médio  / ˧ / Baixo }  / ˨ /, com o médio sendo cerca de duas vezes mais comum que os outros dois. A intuição do falante ouve seis tom de contorno: subindo  / ˧˥ /, / ˨˧ / e descendo  / ˥˧ /, / ˥˩ /, / ˧˩ /, / ˨˩ /. (Os tons decrescentes alcançam apenas registros baixos no final de uma unidade prosódica; caso contrário, o tom decrescente baixo  / ˨˩ / é percebido como um tom baixo simples. No entanto, alguns deles ocorrem apenas em palavras morfologicamente complexas, como verbos de aspecto perfectivo.
Substantivos monossilábicos contrastam com quatro tons: alto, médio, baixo e médio decrescente:  / dʒeˤ˥ / "ovo",  / dʒeˤ˧ / "leopardo",  / dʒeˤ˩ / "búfalo",  / dʒeˤ˧˩ / "seta", com alto e médio sendo o mais frequente.